# XploRe
XploRe ist eine ehemals kommerzielle Statistik-Software, die vom Berliner Unternehmen MD*Tech (Wolfgang Härdle) entwickelt wurde, die heute aber frei zugänglich ist. Die Software samt zugehörigem Quellcode kann auf der Website bezogen werden. Die aktuelle Versionsnummer ist 4.8, jedoch wird die Software nicht mehr weiterentwickelt. Der Benutzer interagiert mit der Software über die XploRe-Sprache, eine an C angelehnte Programmiersprache. Einzelne XploRe-Programme, die sogenannten Quantlets, werden in Bibliotheken (Quantlibs) zusammengefasst.

## Funktionsumfang
Abgesehen von Standardfunktionen zur ein- und mehrdimensionalen Datenanalyse liegt der Fokus der von XploRe bereitgestellten Algorithmen in der nicht- und semiparametrischen Statistik sowie der Finanzmarktstatistik. So bietet XploRe Funktionen für
- Kerndichteschätzung (englisch kernel density estimation) und Regression (Kernregression)
- Single-Index-Modelle
- Verallgemeinerte lineare Modelle (GLMs) und verallgemeinerte additive Modelle (GAMs)
- Value at Risk (VaR) und implizite Volatilitäten (englisch implied volatilities)

## XploRe Quantlet Client
Neben einer lokalen Installation gibt es mit dem XploRe Quantlet Client die Möglichkeit, XploRe als Java-Applet im Browser ausführen zu lassen. Das Applet reicht die Nutzereingaben über ein TCP/IP-basiertes Kommunikationsprotokoll an einen XploRe Quantlet Server weiter, der die notwendigen Berechnungen ausführt und an den Client zurückschickt.